# Наказава Юдзі
Юдзі Наказава (яп. 中澤 佑二, нар. 25 лютого 1978, Йосікава) — японський футболіст, захисник клубу «Йокогама Ф. Марінос». Виступав, зокрема, за клуб «Токіо Верді», а також національну збірну Японії.

## Клубна кар'єра
У дорослому футболі дебютував 1999 року виступами за команду клубу «Токіо Верді», в якій провів два сезони, взявши участь у 83 матчах чемпіонату. Більшість часу, проведеного у складі «Токіо Верді», був основним гравцем захисту команди.
До складу клубу «Йокогама Ф. Марінос» приєднався 2002 року. Наразі встиг відіграти за команду з Йокогами 285 матчів в національному чемпіонаті.

## Виступи за збірні
Протягом 1999–2000 років залучався до складу молодіжної збірної Японії. На молодіжному рівні зіграв у 12 офіційних матчах.
1999 року дебютував в офіційних матчах у складі національної збірної Японії. Наразі провів у формі головної команди країни 112 матчів, забивши 17 голів.
У складі збірної був учасником кубка Азії з футболу 2000 року у Лівані, здобувши того року титул переможця турніру, кубка Азії з футболу 2004 року у Китаї, де японці знову стали континентальними чемпіонами, чемпіонату світу 2006 року у Німеччині, кубка Азії з футболу 2007 року, що проходив у чотирьох країнах відразу, а також чемпіонату світу 2010 року у ПАР.

## Статистика
Статистика виступів у національній збірній.
| Збірна Японії | Збірна Японії | Збірна Японії |
| Роки          | Ігри          | голи          |
| ------------- | ------------- | ------------- |
| 1999          | 1             | 0             |
| 2000          | 6             | 2             |
| 2001          | 2             | 0             |
| 2002          | 1             | 0             |
| 2003          | 4             | 0             |
| 2004          | 15            | 5             |
| 2005          | 12            | 1             |
| 2006          | 12            | 1             |
| 2007          | 13            | 2             |
| 2008          | 16            | 4             |
| 2009          | 14            | 2             |
| 2010          | 14            | 0             |
| Усього        | 110           | 17            |

## Титули і досягнення
- Чемпіон Японії (2):

«Йокогама Ф. Марінос»: 2003, 2004
- Володар Кубка Імператора (1):

«Йокогама Ф. Марінос»: 2013
Збірні
- Володар Кубка Азії: 2000, 2004

Особисті
- Футболіст року в Японії: 2004